# 煎り酒
煎り酒（いりざけ）は、日本酒に梅干等を入れて煮詰めたもの。
醤油が普及する以前の室町期に考案され、江戸時代中期まで垂味噌と伴に広く用いられた。醤油ほど保存が利かず味も強くないとされ、江戸時代中期以降醤油が普及する過程で利用が減った。醤油に比べ素材の風味を生かす利点があり、白身魚や貝類の刺身に相性がよい。

## 作り方
日本酒1合（180ml）に大き目の梅干1個を入れ火にかける。梅干の風味がよく出るように軽くほぐし、半量になるまで弱火で煮詰める。布巾や茶漉しで梅干を漉し、冷暗所で1〜2日置いて味をなじませる。冷蔵庫に保管すれば、2週間程度は保存できる。材料の酒は純米酒が、梅干は塩と赤紫蘇だけで漬けた昔ながらの塩辛いものが最適である。
上記は最も発祥当初の原型に近い作り方であると思われるが、風味やコクをつける為に「煎り米」、「鰹節」、「昆布」などを加えて煮詰める作り方もある。また、味を調整するために「魚醤」などの醤（ひしお）や溜（たまり）、「塩」を加える場合もある。醤油の発明以後は製法に変化があり、市販の商品には原材料に醤油や白醤油（大豆を使っていない製法の白醤油は法律上醤油と表記できないので小麦醸造調味料と表記される。これを含む）、みりんを用いているものもある。醤油や白醤油、みりんは、いずれも煎り酒より後世の調味料であり、当然古来の文献にもこれらを用いた煎り酒の製法は見当たらない。
『料理物語』によれば、「熬酒は鰹一升に梅干十五乃至二十、古酒二升、水少々、溜り少々を入れて一升に煎じ、漉し冷してよし、また酒二升、水一升入れて二升に煎じ使ふ人もある。煮出酒は、鰹に塩少々加へ、新酒で一泡二泡煎じ、漉し冷してよろし、精進の熬酒は、豆腐を田楽ほどに切り、炙つて、梅干、干蕪など刻み入れ、古酒で煎じてよし」という。